# Plumigorgia astroplethes
Plumigorgia astroplethes is een zachte koraalsoort uit de familie Ifalukellidae. De koraalsoort komt uit het geslacht Plumigorgia. Plumigorgia astroplethes werd in 1986 voor het eerst wetenschappelijk beschreven door Alderslade. 